# 卡多雷地区佩拉罗洛
卡多雷地区佩拉罗洛（義大利語：Perarolo di Cadore）是意大利贝卢诺省的一个市镇。总面积43平方公里，人口379人，人口密度8.8人/平方公里（2009年）。ISTAT代码为025037。